# Concertato
Concertato és un terme de la música del Barroc primerenc que fa referència a qualsevol gènere o estil de música en què grups d'instruments o veus comparteixen una melodia, normalment en alternança, i gairebé sempre sobre un baix continu. El terme deriva del concerto italià que significa "jugant junts" —per això concertato significa "en l'estil del concerto". En ús contemporani, el terme és gairebé sempre utilitzat com un adjectiu, per exemple "tres peces del conjunt són en estil concertato".
Encara que molt simplificadament, es pot definir una útil distinció entre ambdós termes: concertato i concerto. L'estil concertato implica contrast entre grups oposats de veus i grups d'instruments; l'estil del concerto, que va evolucionar cap al concerto grosso, implica contrast entre grans i petits grups de composició similar (més endavant anomenats "ripieno i "concertino").
L'estil es va desenvolupar dins de Venècia al segle xvi tardà, principalment a través de la feina d'Andrea i Giovanni Gabrieli, qui treballava en l'espai acústic únic de la Basílica de Sant Marc. Diferents cors o agrupacions instrumentals ocupaven posicions a través de la basílica: a causa del retard de so d'un costat a l'altre en l'espai gran i "acústicament" viu, un perfecte uníson era difícil d'aconseguir, i els compositors van trobar que una música fantàsticament eficaç podria ser composta amb els cors que cantessin al voltant, en stereo, tot acompanyats per orgue o altres grups d'instruments situats de manera que poguessin escoltar cada grup igual de bé. La música escrita va ser interpretada en qualsevol altre lloc, i les composicions en el nou estil "concertato" van esdevenir ràpidament populars arreu d'europa (primer al nord d'Itàlia, després a Alemanya i la resta d'Itàlia, i després, gradualment a altres parts del continent). Un altre terme emprat per aquest antifonal ús dels cors a la basílica de Sant Marc de Venècia, foren els cori spezzati. Vegeu també l'estil policoral venecià i l'escola veneciana.
A principis del segle xvii, gairebé tota música amb veus i baix continu va ser anomenada un concert, encara que aquest ús del terme és considerablement diferent del significat més modern (un o pocs més instruments acompanyats per una orquestra). Sovint, la música sacra a l'estil concertato de principis del segle xvii provenia del motet: els textos que cent anys abans haurien estat compostos per veus a cappella en una polifonia llisa, ara podien ser compostos per veus i instruments en estil concertato. Aquestes peces, ja no sempre anomenades motets, van adquirir una gran varietat de noms incloent concert, Salm (si el text era un salm), sinfonia, o symphoniae (per exemple a les col·leccions de Symphoniae Sacrae de Heinrich Schütz).
L'estil concertato va fer possible la composició de música extremadament dramàtica, una de les innovacions característiques del Barroc primerenc.

## Compositors de música a l'estil concertato
- Giovanni Croce
- Ignazio Donati
- Andrea Gabrieli
- Giovanni Gabrieli
- Alessandro Grandi
- Johann Kaspar Kerll
- Claudio Monteverdi
- Johann Pachelbel
- Michael Praetorius
- Samuel Scheidt
- Johann Schein
- Heinrich Schütz
- Lodovico Viadana